# デヴィッド・シーモア
デヴィッド・シーモア（英語: David Seymour, 1911年11月20日 - 1956年11月10日）は、アメリカ合衆国の写真家である。ニックネームはシム (Chim)。本名はダヴィト・シミン (ポーランド語: David Szymin)。

## 生涯
1911年11月20日、ロシア帝国領ポーランドのワルシャワに生まれる。ワルシャワの美術学校、パリ大学で学び、在学中に写真に目覚めた。スペイン内戦、チェコスロヴァキアなどを取材した。彼の写真は、戦時下で虐げられた一般の人々、特に子供たちに焦点を当てていることで有名である。1940年にニューヨークに移り、1942年にアメリカの市民権を取得した。第二次世界大戦中はアメリカ軍に写真家として従軍した。1947年にロバート・キャパやアンリ・カルティエ＝ブレッソンらとともに、マグナム・フォトの設立に携わった。1954年のキャパの死後は会長も務めたが、第二次中東戦争中の1956年11月10日、スエズ運河付近を取材中にエジプト軍の銃弾に倒れた。満44歳没。